# Rougets ral
Rougets ral (Rougetius rougetii) is een vogel uit de familie van de Rallen, koeten en waterhoentjes (Rallidae). Deze soort komt voor in Eritrea en Ethiopië.

## Naamgeving
De vogel werd verzameld in Abessinië door onderzoekers van het Franse leger op expeditie door dat land. In 1843 werd de vogel geldig beschreven als Rallus Rougetii door de Franse bioloog Félix Édouard Guérin-Méneville. De vogel is vernoemd naar een collega onderzoeker, M. Rouget, die tijdens de expeditie overleed: "...victime de son zèle pour la science" (slachtoffer van zijn ijver voor de wetenschap).

## Herkenning
De vogel is 30 cm lang. De vogel is egaal olijfbruin van boven en kaneelkleurig roodbruin van onder en heeft witte onderstaartdekveren. Het is de enige ral in Afrika met deze combinatie van kleuren. De snavel en ogen zijn bruin.

## Verspreiding en leefgebied
Deze soort komt voor in de berggebieden van Eritrea en Ethiopië. Het leefgebied bestaat uit moerassige bergweiden, begroeid met dicht riet en andere moerasplanten op 2000 tot 4100 m boven zeeniveau.

## Status
Rougets ral heeft een beperkt verspreidingsgebied en daardoor is de kans op uitsterven aanwezig. De grootte van de populatie werd in 2016 door BirdLife International geschat op 1500 tot 7000 individuen en de populatie-aantallen nemen af door habitatverlies. Het leefgebied wordt aangetast door verdroging, waarbij moerasgebied wordt omgezet in gebied voor agrarisch gebruik, zoals intensieve beweiding, graanteelt en menselijke bewoning. Om deze redenen staat deze soort als gevoelig op de Rode Lijst van de IUCN.